# Zamarin Wahdat
Zamarin Wahdat (* 1989 in Kabul) ist eine deutsch-afghanische Kamerafrau, Regisseurin und Drehbuchautorin.

## Leben
Zamarin Wahdat wurde in Kabul geboren, wo ihr Vater als naturwissenschaftlicher Leiter an der Academy of Science tätig war. 1991 verließ sie im Alter von zwei Jahren mit ihren Eltern und der Schwester Afghanistan. Die Familie hielt sich neun Monate in Delhi auf, bevor sie über mehrere Zwischenstationen nach Hamburg kam. Dort lebten sie in einer Asylunterkunft, bis sie 1995 eine eigene Wohnung bezogen. Mit elf Jahren erhielt Zamarin Wahdat die deutsche Staatsbürgerschaft. Ihr Vater arbeitete in Deutschland als Kurierfahrer und starb 2012. Erinnerungen an die in ihrer Kindheit häufig morgens mit ihm zusammen geschauten Filme, vor allem Western, prägten Wahdat laut eigenen Angaben und zeigten ihr die Möglichkeit auf, Geschichten mit Hilfe von Filmen zu erzählen.
Wahdat studierte an der School of Media, Film and Music der University of Sussex in Brighton, wo sie 2012 mit dem Bachelor abschloss. Im Rahmen des Studiums drehte sie mit Orban Wallace und Michael van Batenburg ihren ersten Kurzfilm Aeron, ein 20-minütiges Drama mit Fantasy-Elementen über eine Kinderfreundschaft. Wahdat führte dabei die Kamera und war am Drehbuch beteiligt. Der Film lief unter anderem bei den Regionalausscheidungen zu den Royal Television Society (RTS) Student Film Awards. Während Wahdat sich zuvor vor allem auf Fotografie und Journalismus konzentriert hatte, wandte sie sich nach dieser Erfahrung der Filmbranche zu.
Ab 2014 absolvierte Wahdat mit Hilfe eines Stipendiums (Dean’s Fellowship) ein Masterstudium an der NYU Tisch School of the Arts. Eine ihrer dortigen Professorinnen war Carol Dysinger, Regisseurin des mit einem Oscar ausgezeichneten Dokumentarkurzfilms Learning to Skateboard in a Warzone (If You’re a Girl). Auf Dysingers Nachfrage hin arbeitete Wahdat als zweite Kamerafrau und Übersetzerin an dem Film mit. Im Zuge der Dreharbeiten 2017 war sie erstmals wieder in ihrem Geburtsland Afghanistan.
2018 nahm Wahdat als Stipendiatin an dem Programm „Project Involve“ der Organisation Film Independent in Los Angeles teil. Dabei entstand Faren Humes' Kurzfilm Liberty, an dem sie als Kamerafrau mitwirkte. Der Film wurde unter anderem mit einem Gold Hugo auf dem Chicago International Film Festival (Live Action Short Film Competition) und dem Spezialpreis der Internationalen Jury auf der Berlinale 2019 ausgezeichnet.
Ihr Regiedebüt hatte Wahdat 2020 mit Bambirak, einem Kurzfilm über ein aus Afghanistan stammendes Mädchen, das seinen Vater (Kailas Mahadevan) bei dessen Arbeit als Paketfahrer begleitet und dabei Erfahrungen mit alltäglichem Rassismus macht. Die Dreharbeiten fanden zum großen Teil im Hamburger Hafen, Fuhlsbüttel und Steilshoop statt. Beim Sundance Film Festival 2021 gewann der Film den Preis für den besten internationalen Kurzfilm. Außerdem lief er auf dem Filmfestival Max Ophüls Preis 2021.
Der erste Langfilm, an dem Wahdat als Kamerafrau (bzw. Director of Photography) mitarbeitete, ist eine Dokumentation über die syrische Schwimmerin Sarah Mardini. Zunächst noch unter dem Arbeitstitel Die Freischwimmerin wurde die Dokumentation 2023 nach vierjährigen Dreharbeiten unter der Regie von Charly Feldman als Sara Mardini – Gegen den Strom veröffentlicht.

## Filmografie
- 2012: Aeron (Kurzfilm)
- 2017: The Honey Bee (Kurzfilm)
- 2017: Devi: Goddess (Kurzfilm)
- 2017: Cross My Heart (Kurzfilm)
- 2015: Shark Diver (Kurzfilm)
- 2019: Liberty (Kurzfilm)
- 2019: Chicken Boy (Kurzfilm)
- 2019: Franky (Kurzfilm)
- 2019: Learning to Skateboard in a Warzone (If You’re a Girl) (Dokumentar-Kurzfilm)
- 2020: Esther in Wonderland (Kurzfilm)
- 2020: Homegoing (Kurzfilm)
- 2020: Buck (Kurzfilm)
- 2020: Five Times A Day (Kurzfilm)
- 2020: Bambirak (Kurzfilm)
- 2022: Tatort: Schattenleben
- 2022: Strafe – Die Schöffin (Fernsehreihe)
- 2023: Sara Mardini – Gegen den Strom (Long Distance Swimmer: Sara Mardini)
- 2023: Why Are You Sad, Mother? (Kurzfilm)
- 2024: Spirit in the Blood